# Ilex ericoides
Ilex ericoides  (лат.) — вид двудольных растений рода Падуб (Ilex) семейства Падубовые (Aquifoliaceae). Впервые описан немецким ботаником Людвигом Эдуардом Теодором Лёзенером в 1901 году.

## Распространение
Известен из Перу и Эквадора (согласно другим данным — эндемик Перу). Типовой экземпляр собран в регионе Пуно.

## Ботаническое описание
Дерево.
Листья овальные, с клиновидным основанием, размером 0,5—1,3×0,4—0,7 см. Прилистники длиной около 1 мм.
Лепестки женских цветков овальные, длиной 2 мм.
Плод косточковый, широко-эллипсоидной формы.
Напоминает Ilex ovalis, но листья у Ilex ericoides, в частности, пятнистые снизу и сильно скрученные.

## Охранная ситуация
Вид считается уязвимым («vulnerable») согласно данным Международного союза охраны природы.